# Friedhof Friedental

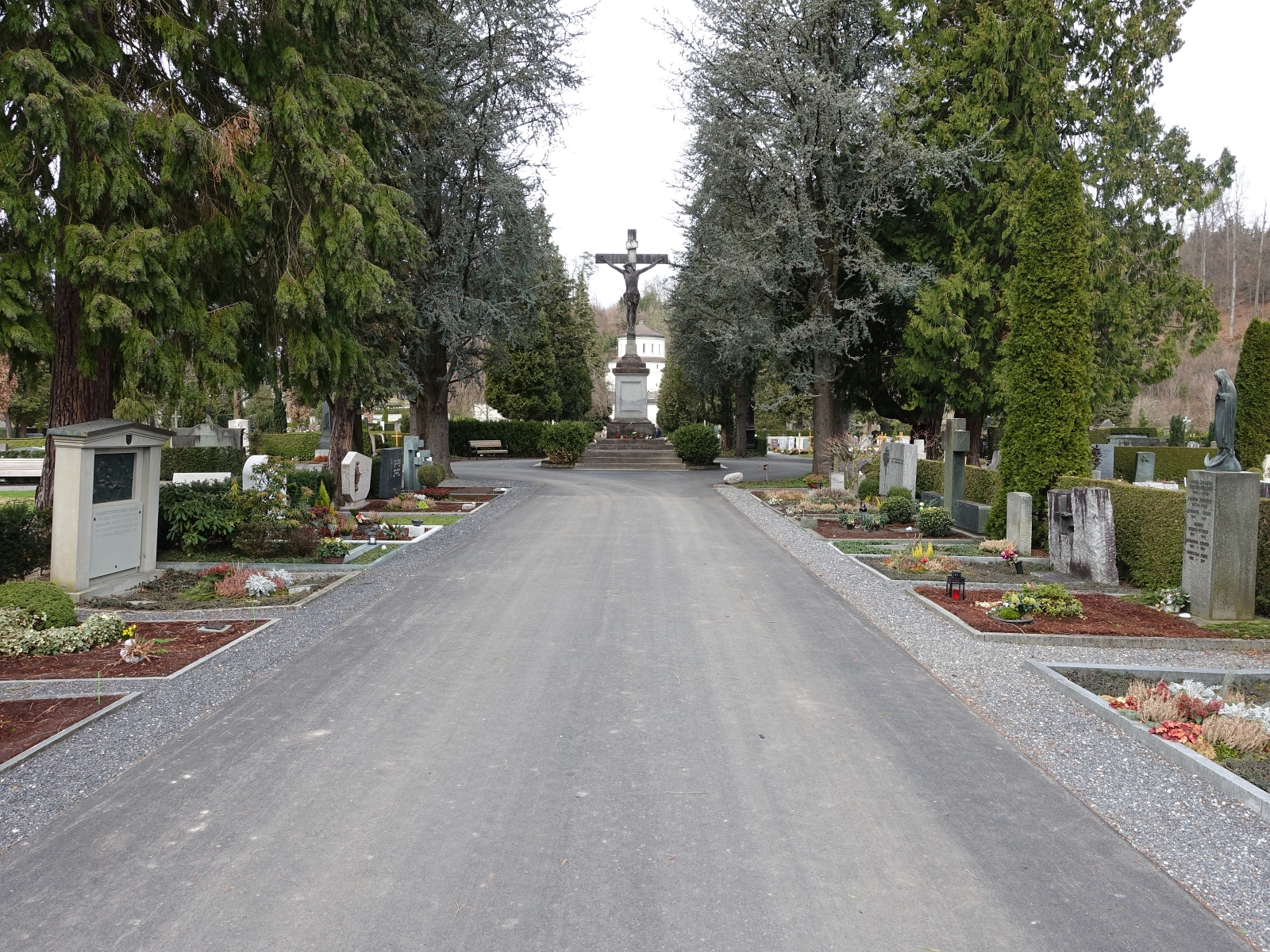
Friedhof Friedental

Der Friedhof Friedental ist ein Friedhof am nördlichen Rand der Stadt Luzern. Er liegt auf einem Moränen-Hochplateau über dem tief eingeschnittenen Reusstal im Westen, dem Rotsee mit dem Rontal im Osten, dem Luzerner Kantonsspital im Süden und der Gemeinde Emmen im Norden.

## Geschichte und Gestaltung

Friedhof Friedental mit Krematorium (Luftaufnahme, 1946)

Der Friedhof wurde 1884 bis 1885 erbaut, da der Alte Friedhof bei der Kirche St. Leodegar im Hof zu klein geworden war. Der Friedhof wurde von dem Architekten und Baudirektor der Stadt Luzern Othmar Schnyder († 1928) geplant. Der Haupteingang ist streng symmetrisch in klassizistischem Stil aufgebaut mit zwei Tempelpavillons, einer Abdankungshalle links und einer Einsegnungshalle (Totenhaus) rechts. Westlich davon wurden 1891 Arkadengänge für Hallengräber angeschlossen. Der erste jüdische Friedhof in Luzern fand Platz auf der linken Seite in der Fortsetzung zum Arkadengang. 1907 wurde ebenfalls von Othmar Schnyder eine Kinderkapelle am nordwestlichen Ende des Areals errichtet.
Zur Errichtung eines eigenen Krematoriums wurde 1905 ein Feuerbestattungsverein gegründet (heute nennt sie sich Stiftung Luzerner Feuerbestattung). Dieser erhielt 1911 den dafür benötigten Bauplatz von der Luzerner Regierung geschenkt, woraufhin die katholische Bevölkerung gegen die Schenkung rekurrierte. 1915 wurde der Rekurs durch den Bundesrat abgelehnt. Nach weiteren Genehmigungen und abgelehnten Rekursen konnte man 1923 mit dem Bau des Krematoriums beginnen. Die Planung wurde dem Architekten Albert Froelich übertragen, der schon die Krematorien in Aarau (Friedhof Rosengarten) und Zürich (Friedhof Sihlfeld) geplant hatte. Zwischen den Oberlichtfenstern des Krematoriums malte Eduard Renggli sechzehn allegorische Figuren. Am 14. September 1926 wurde das Krematorium am Nordende des Friedhofs eingeweiht. Die Kosten zur Erstellung der gesamten Anlage betrugen 400'000 Schweizer Franken, wovon ungefähr die Hälfte dank einiger Gönner gedeckt wurde. Neben dem Krematorium errichtete man auch einen Urnenfriedhof mit Urnenhalle.
Von 1934 bis 1935 wurde der Friedhof ostwärts mit einer Gräberhalle erweitert. 1937 entstand der neue israelitische Friedhof mit einer eigenen Abdankungshalle. Ein letzter Umbau erfolgte in den 1960er Jahren. Man vergrösserte das Totenhaus, versah es mit modernen klimatischen Anlagen und schloss das Ostende 1964 mit einer letzten Gräberhalle ab. 1970 entstand eine zweimanualige Orgel der Firma Goll in der Trauerhalle des Krematoriums. 2017 wurden die Abdankungs- sowie die Einsegnungshalle saniert.

## Weltkriegsdenkmale
Auf dem Friedhof steht ein Grabdenkmal für die Opfer der beiden Weltkriege. Grösstenteils handelt es sich dabei um deutsche Soldaten, die als Internierte in Luzern verstorben waren. Auf drei Seiten stehen die Namen von den hauptsächlich im Ersten Weltkrieg gefallenen Soldaten, teilweise mit Angabe des Regiments. Es gab jedoch auch Deutsche, die in der Schweiz wohnten, aber für Deutschland in den Krieg ziehen mussten. Ein weiteres Grabdenkmal ist für die im Ersten Weltkrieg verstorbenen Soldaten aus Frankreich, die in Luzern interniert waren.

## Grabmäler
Grabmäler aus der Zeit von 1900 bis 1920 wurden oft in Marmor von bekannten Luzerner und andern Zentralschweizer Künstlern gestaltet. Sie zeugen von bedeutenden Luzerner Familien. Ab 1900 ist jedes Jahrzehnt durch Grabmäler vertreten.
1998 begann die Friedhofsverwaltung der Stadt Luzern eine Inventarliste von Grabmälern zu erstellen, die ein Fachgremium als erhaltenswert erachtete. Darunter fallen die Grabsteine von bekannten Persönlichkeiten oder solche, die aus gestalterischen Gründen überzeugen. Rund 1200 Objekte wurden damals auf die Inventarliste gesetzt. Das sind zwischen 10 und 15 Prozent aller Gräber in der Stadt Luzern. Über den gesamten Friedhof Friedental hinweg finden sich – durch Tafeln gekennzeichnet – diese kleinen Denkmäler. Der Friedhof mit Krematorium, israelitischem Friedhof und israelitischer Abdankungshalle befindet sich deshalb auch auf der Liste der Kulturgüter in Luzern als national bedeutend.

## Grabstätten bedeutender Persönlichkeiten
- Anton Schrafl (1873–1945), Ingenieur und SBB-Generaldirektor
- Alfred Sidler (1905–1993), Kunstmaler
- Armin Meili (1892–1981), Architekt und Politiker
- Arnold Ott (1840–1910), Arzt und Dichter
- Berthe Widmer (1924–2012), Historikerin
- Carl August Hegner (1880–1964), Augenarzt und Gründer des Schweizerischen Hilfskomitees für die hungernden Völker
- Carl Spitteler (1845–1924), Schriftsteller und Nobelpreisträger für Literatur
- Caspar Hermann (1885–1955), Kunstmaler
- Cécile Lauber-Dietler (1887–1981), Schriftstellerin
- Eduard Renggli (1882–1939), Maler, Grafiker
- Ernst Hodel (Junior) (1881–1955), Kunstmaler
- Ernst Hodel (Senior) (1852–1902), Landschaftsmaler und Panoramamodelleur
- Franco Annoni (1924–1992), Bildhauer, Zeichner und Designer
- Franz-Joseph Bucher (1834–1906), Hotelier, Eisenbahnpionier und Unternehmer
- Friedrich Frey (1882–1953), Geschäftsmann und Firmengründer (Elektrowerke Reichenbach)
- Friedrich Wüest (1843–1902), Politiker, Direktionsmitglied der Gotthardbahn-Gesellschaft und Mitbegründer des Friedhofs Friedental
- Fritz Klein (1863–1923), Unternehmer, Gründer und Direktor der Helvetia-Nähmaschinenfabrik
- Hans Rudolf Meyer (1922–2005), Rechtsanwalt, Nationalrat und Stadtpräsident von Luzern
- Hermann Dietler (1839–1924), Ingenieur und Politiker
- Konstanty Rokicki (1899–1958), polnischer Vizekonsul und Holocaust-Retter
- Horst Gnekow (1916–1982), Schauspieler, Dramaturg und Theaterintendant
- Hugo Siegwart (1865–1938), Bildhauer und Kunstmaler
- Jean Renggli (1846–1898), Kunstmaler und Lehrer
- John Volkmann (1855–1928), Kaufmann und Erfinder der New Yorker Schokoladenautomaten
- Josef Zingg (1863–1953), Präsident der SBB-Generaldirektion
- Joseph von Moos (1859–1939), Kunstmaler, Kunstlehrer und Direktor der Kunstgewerbeschule Luzern
- Leopold Häfliger (1929–1989), Kunstmaler und Bildhauer
- Leopold Häfliger (Senior) (1906–1974), Plastiker
- Lucien Emile Abry (1863–1937), Dekorationsmaler
- Max Sigmund Wey (1892–1953), Politiker
- Michael Danioth (1832–1908), letzter Gotthardpost-Kondukteur
- Philip M. Jones (1928–2000), Musiker, Trompeter, Gründer des Philip Jones Brass Ensemble
- Roland Duss (1901–1977), Bildhauer
- Rolf Brem (1926–2014), Bildhauer, Zeichner und Grafiker
- Rudolf-Alois Kauffmann (1804–1889), Metzger, Unternehmer und Grossgrundbesitzer
- Seraphin Xaver Weingartner (1844–1919), Gründer und erster Direktor der Kunstgewerbeschule Luzern
- Willem Mengelberg (1871–1951), Dirigent und Komponist

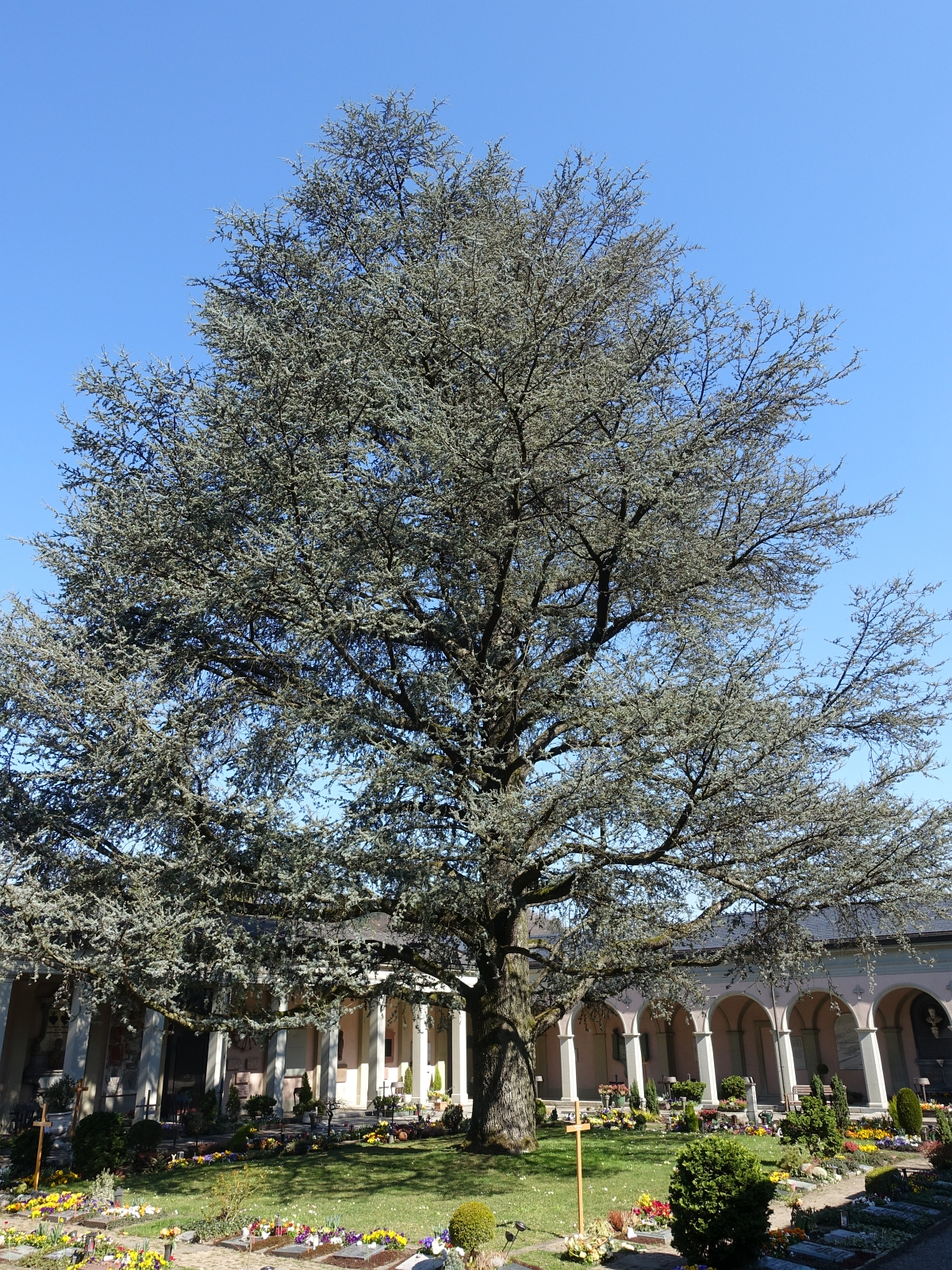
Feld 21
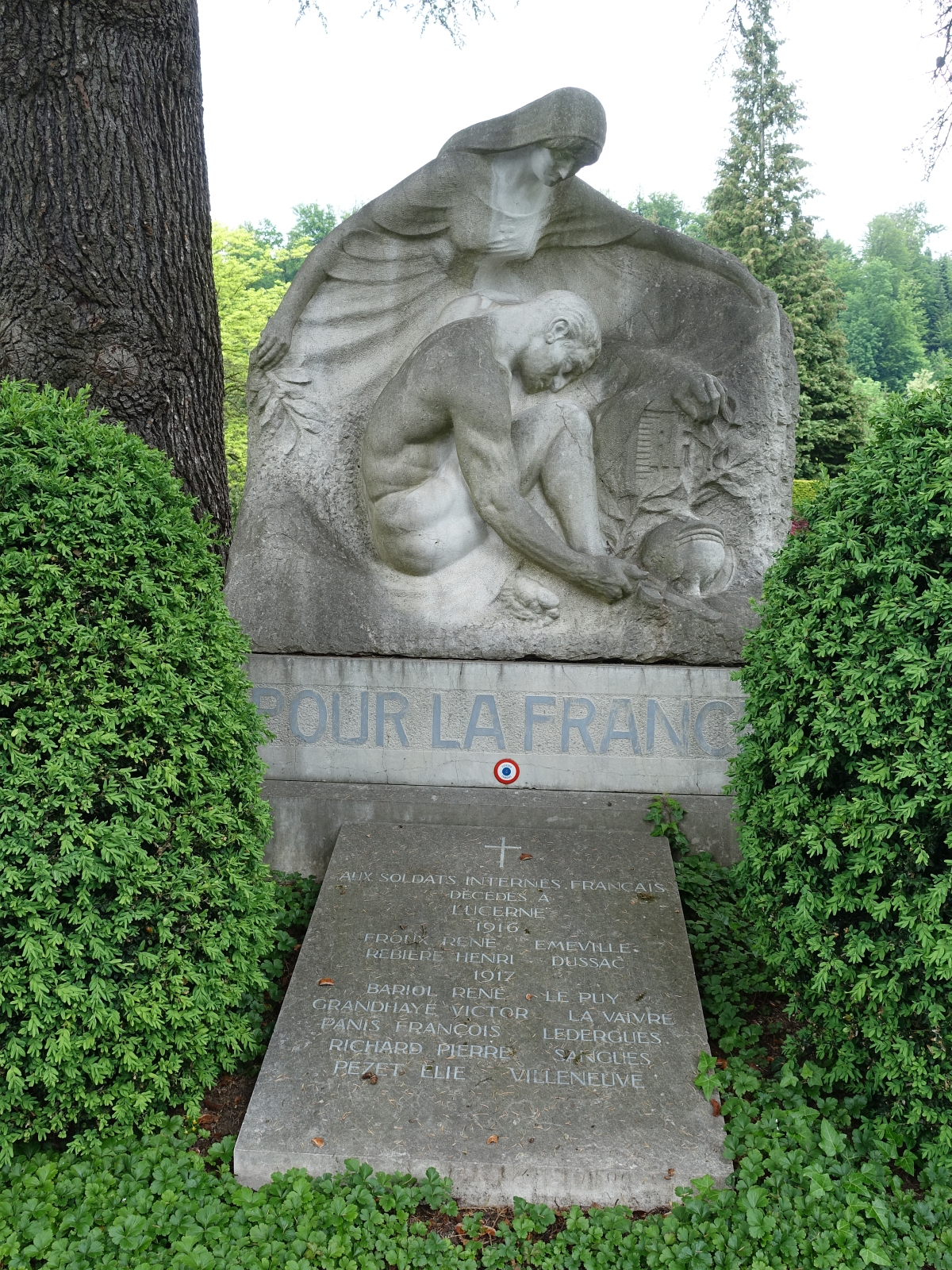
Grabdenkmal für die internierten französischen Soldaten
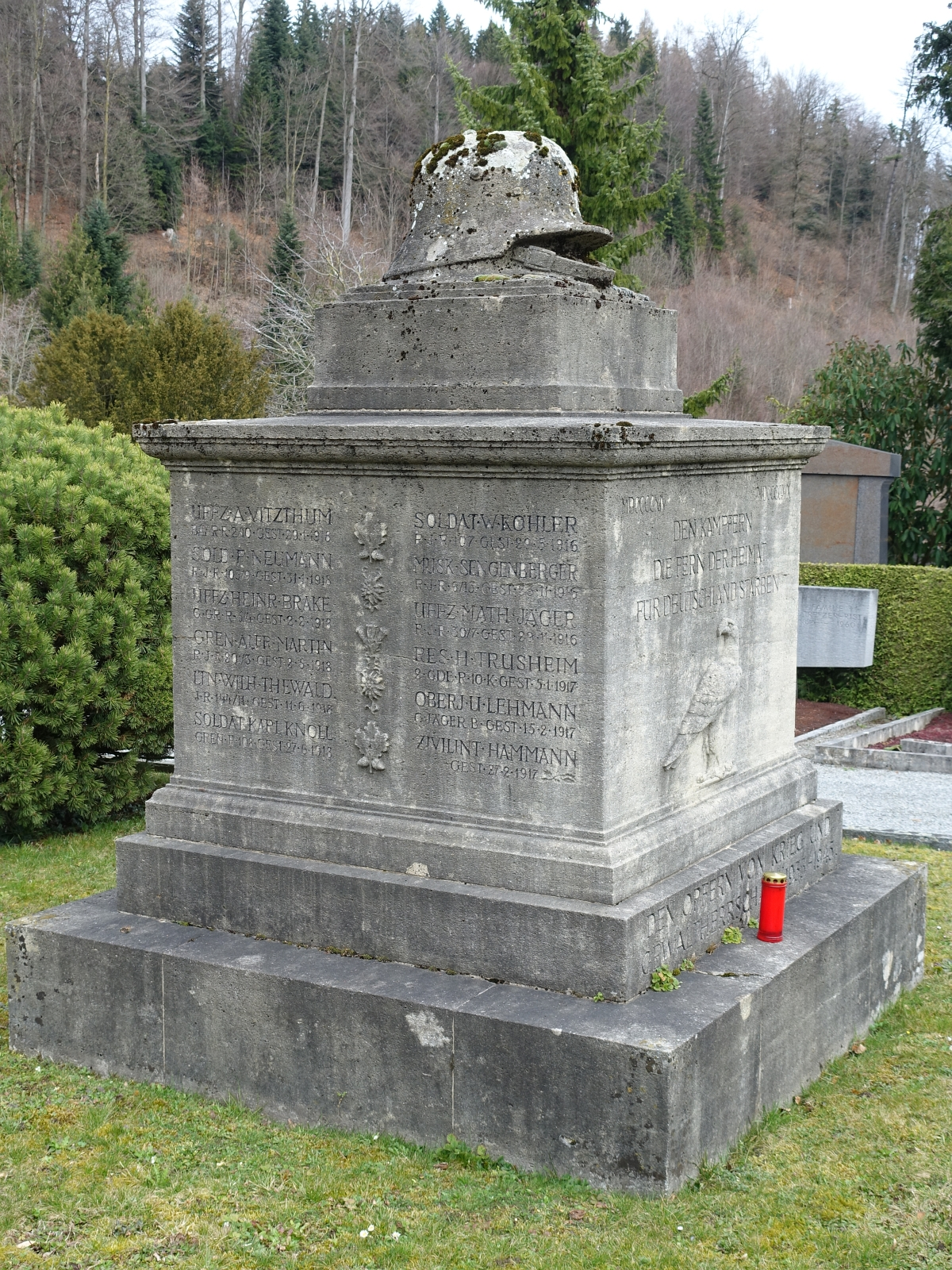
Grabdenkmal für die internierten deutschen Soldaten der beiden Weltkriege
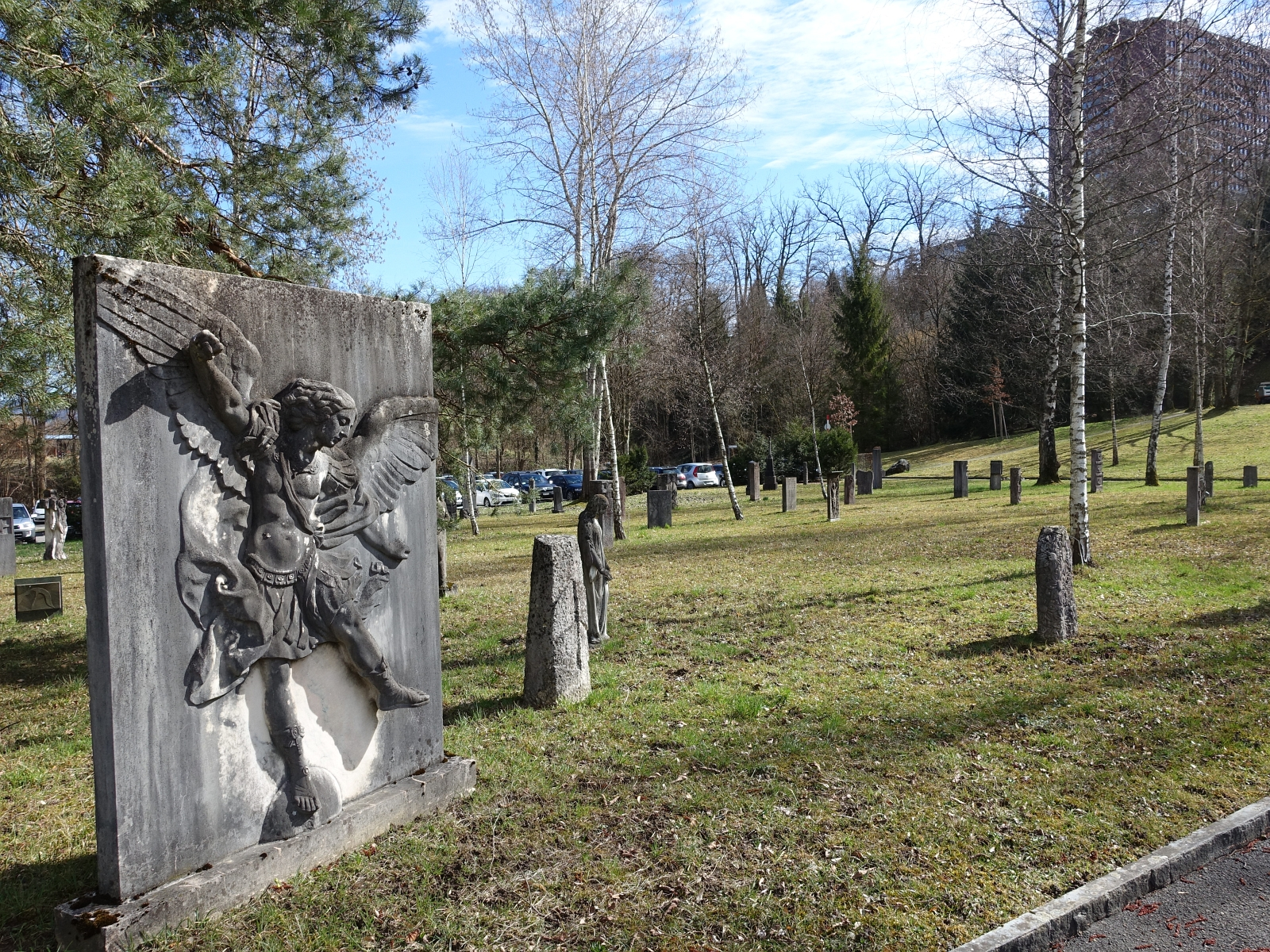
Baumgräberfeld mit schützenswerten Grabsteinen
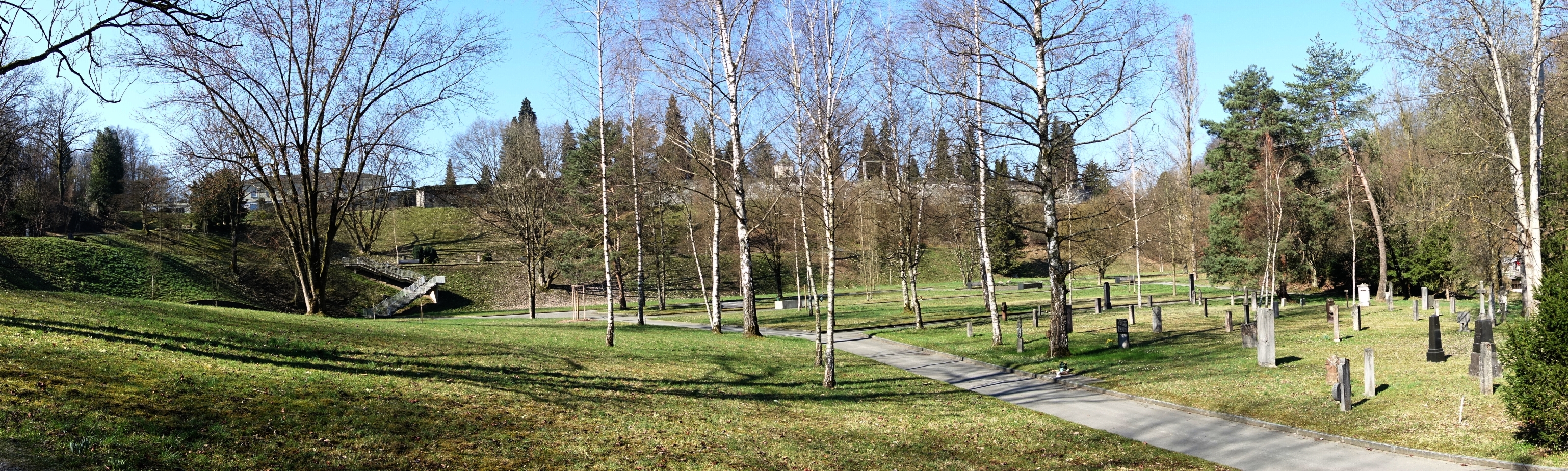
Baumgräberfeld
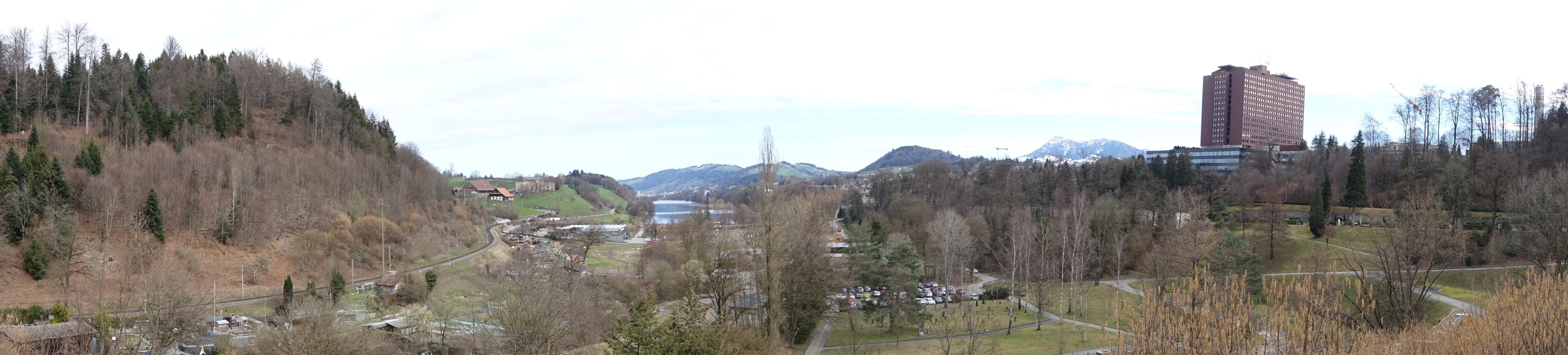
Aussicht zu Rotsee, Rigi, Kantonsspital
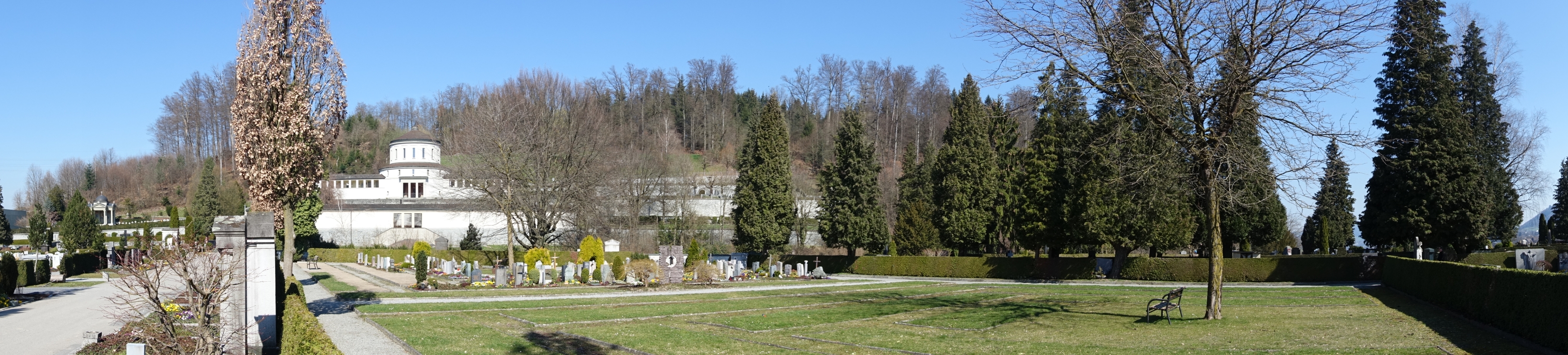
Krematorium